# Киарано
Киара̀но (на италиански: Chiarano; на венециански: Ciaràn, Чаран) е малко градче и община в Северна Италия, провинция Тревизо, регион Венето. Разположено е на 6 m надморска височина. Населението на общината е 3728 души (към 2010 г.).